# السنتية (سيدي المخفي)
السنتية هي إحدى مشيخات المملكة المغربية، تتبع جغرافيا لإقليم تاونات وإداريًا لسيدي المخفي. يقدر عدد سكانها بـ 6626 نسمة حسب الإحصاء الرسمي للسكان والسكنى لسنة 2004.